# Секульский монастырь
Секульский монастырь, Секулский монастырь, Монастырь Секу (рум. Mănăstirea Secu) в честь Усекновения главы Иоанна Предтечи — мужской монастырь Ясской архиепископии Румынской православной церкви в коммуне Пипириг Нямецкого жудеца.
Около 1500 года в долине реки Секу на землях, находившихся в феодальной зависимости от Нямецкой крепости, поселилась группа отшельников. В 1530 году под руководством иеросхимонаха Зосимы из Нямецкого монастыря они построили скит. Господарь Пётр IV Рареш построил в Зосимовом скиту церковь, которая располагалась на месте нынешнего кладбищенского храма[стиль]. В 1550 году жена господаря Елена и его сыновья обнесли скит крепостной стеной. В 1602 году ворник Нижней страны Нестор Уреке вместе с женой Митрофаной построили каменную церковь в честь Усекновения главы Иоанна Предтечи, ставшую кафоликоном монастыря.
В 1640 году настоятель монастыря иеромонах Гедеон построил в юго-восточной башни параклис Успения Пресвятой Богородицы. В 1718 году, когда турки разрушили церковь Святого Николая в Нямецкой крепости, табличка с гербом Молдавии из этой церкви была помещена на внешней стене Успенского параклиса, а в 1758—1763 при настоятеле иеросхимонахе Нифоне в Секульском монастыре построили деревянный параклис Святителя Николая Чудотворца, в память об этой церкви, простоявший до 1821 года.
В 1775 году настоятелем стал Паисий Величковский. В 1779 году он перешёл в Нямецкий монастырь, в результате чего Секульский монастырь до 1910 года был подчинён Нямецкому. В 1821 году Секульский монастырь пострадал от военных действий между греческими повстанцами «Филики Этерия» и турками. В результате боёв б́ольшая часть монастыря сгорела, но вскоре монастырь был отстроен. В 1832 году на месте уничтоженной пожаром 1821 года старой деревянной церкви на монастырском кладбище построили новый каменный храм в честь Рождества Иоанна Предтечи. До 1850 года отреставрирован кафоликон с новым иконостасом и росписью, выполненной художником Костаке Лифсикаром, его учениками и художником Тудораке Ионеску.
В 1977—1984 годах в монастыре проведены обширные реставрационные работы. После 1989 года построены два архондарика, вместимостью до 250 паломников. В 2000—2002 года при архимандрите Викентии проведена реставрация росписи и иконостаса главного храма, которые были торжественно освящены на празднование 400-летия монастыря.